# Coupe du monde de rugby à XV 2003
Navigation
Coupe du monde 1999 Coupe du monde 2007
La Coupe du monde de rugby à XV 2003 (cinquième édition) se déroule du 10 octobre au 22 novembre 2003 en Australie. Il s’agit de la deuxième phase finale de Coupe du monde se disputant en Océanie.
La compétition est remportée par l'équipe d'Angleterre qui bat celle d'Australie. C'est la première fois qu'une équipe de l'hémisphère Nord remporte le titre. La Nouvelle-Zélande est éliminée par l'Australie en demi-finale mais bat la France pour monter sur la troisième marche du podium.
Cette Coupe du monde a été l'objet de quelques critiques avec des stades non pleins ou un calendrier peu équitable, mais elle est surtout considérée comme la plus grande réussite de l'histoire de l'épreuve, notamment grâce à des scores d'audience mondiale importants. La compétition attire un nombre record de spectateurs : 1 837 547 pour les 48 rencontres disputées. La finale attire une nouvelle fois un nombre record de spectateurs pour une finale avec 82 957 spectateurs. Cette Coupe du monde est également une réussite économique puisque le bénéfice réalisé par les organisateurs du tournoi est de 150 millions de dollars.

## Préparation de l'événement

### Villes et stades
Les organisateurs choisissent onze stades.
| Sydney                                         | Melbourne                                 | Brisbane                                 | Sydney                                  | Perth                                          | Adélaïde                                            |
| ---------------------------------------------- | ----------------------------------------- | ---------------------------------------- | --------------------------------------- | ---------------------------------------------- | --------------------------------------------------- |
| Telstra Stadium Capacité prévue : 83 500       | Telstra Dome Capacité prévue : 53 359     | Suncorp Stadium Capacité prévue : 52 500 | Aussie Stadium Capacité prévue : 45 500 | Subiaco Oval Capacité prévue : 43 500          | Adelaide Oval Capacité prévue : 36 000              |
| Le Telstra Stadium à Sydney                    | Le Telstra Dome à Melbourne               | Le Suncorp Stadium à Brisbane            | Le stade Aussie Stadium à Sydney        | Le Subiaco Oval à Perth                        | Le stade de la Baie Nelson Mandela à Port Elizabeth |
| Townsville                                     | Canberra                                  | Wollongong                               | Launceston                              | Gosford                                        |                                                     |
| Dairy Farmers Stadium Capacité prévue : 27 000 | Canberra Stadium Capacité prévue : 25 011 | WIN Stadium Capacité prévue : 23 750     | York Park Capacité prévue : 21 000      | Central Coast Stadium Capacité prévue : 20 059 |                                                     |
| Le Dairy Farmers Stadium à Townsville          | Le Canberra Stadium à Sidney              | Le Subiaco Oval à Perth                  | Le stade Moses Mabhida à Durban         | Le stade Free State à Bloemfontein             |                                                     |

## Équipes qualifiées pour la phase finale
Les phases de qualification ont commencé en septembre 2000 pour attribuer les douze places non occupées par les qualifiés d'office.
Abréviations :
- Q : équipe qualifiée d'office
- q : équipe ayant dû passer par les qualifications

| Afrique                            | Amérique                                                    | Asie        | Europe | Océanie                                                                         |
| ---------------------------------- | ----------------------------------------------------------- | ----------- | --- | ------------------------------------------------------------------------------- |
| - Namibie (q) - Afrique du Sud (Q) | - Argentine (Q) - Canada (q) - États-Unis (q) - Uruguay (q) | - Japon (q) | - Angleterre (Q) - France (Q) - Géorgie (q) - Irlande (Q) - Italie (q) - Roumanie (q) - Écosse (Q) - Pays de Galles (Q) | - Australie PO T (Q) - Fidji (q) - Nouvelle-Zélande (Q) - Tonga (q) - Samoa (q) |

## Cérémonie d'ouverture

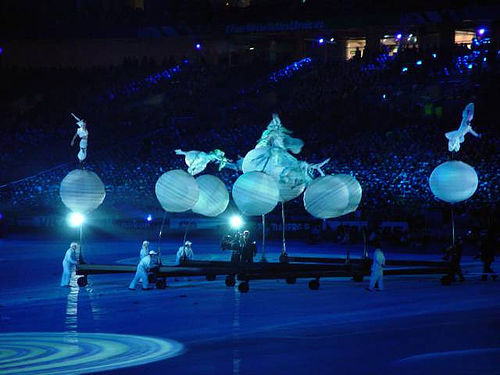
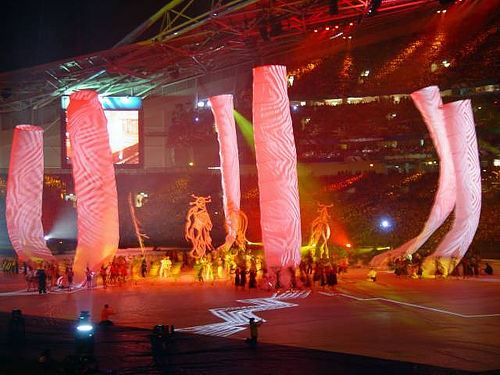
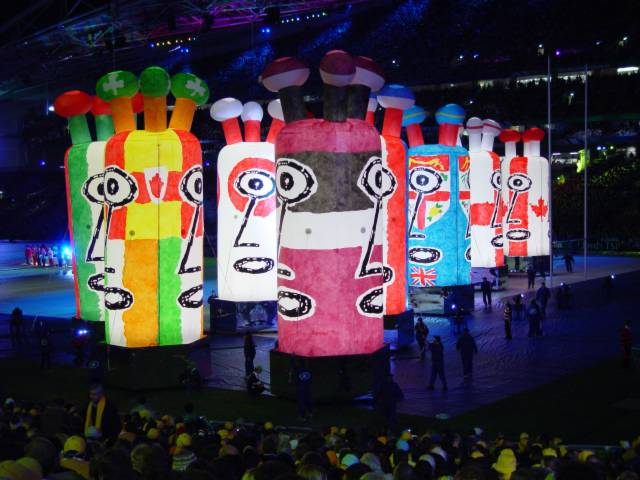

## Phase de poules

### Poule A

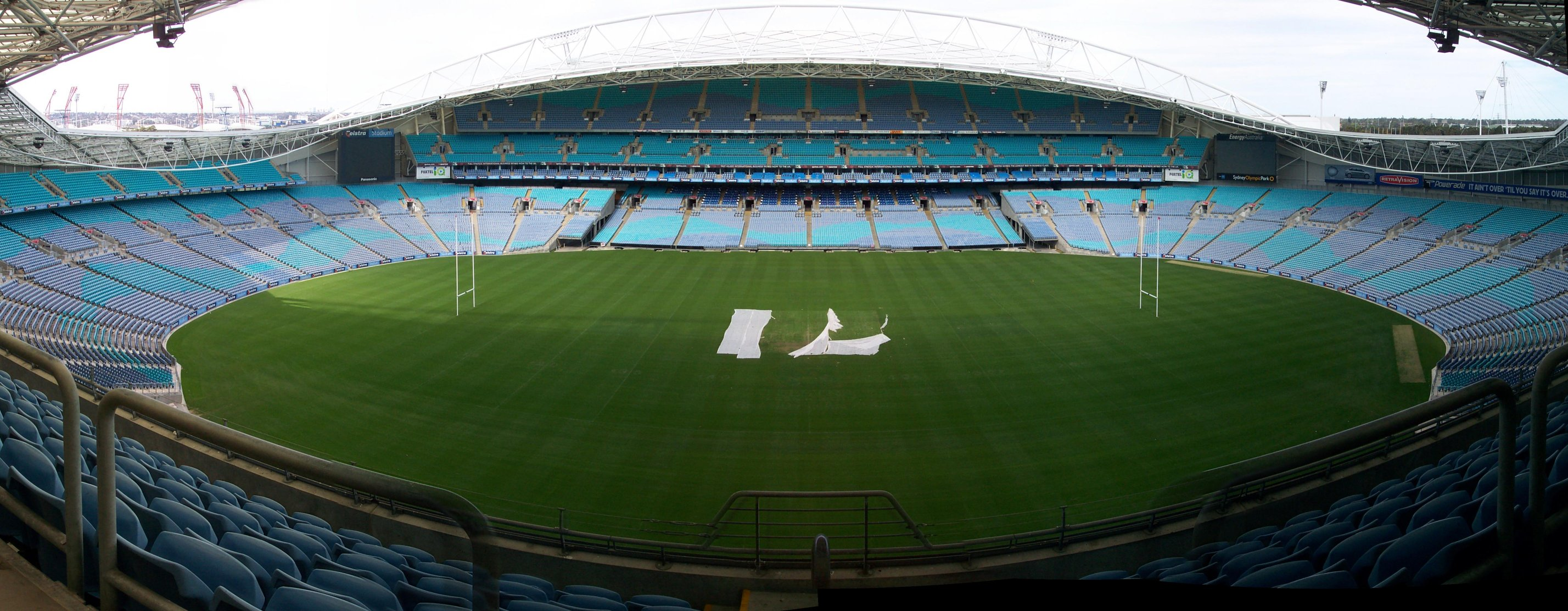
Le Telstra Stadium
Sydney

|   | Équipe    | J | V | N | D | PP  | PC  | B | Pts |
| - | --------- | - | - | - | - | --- | --- | - | --- |
| 1 | Australie | 4 | 4 | 0 | 0 | 273 | 32  | 2 | 18  |
| 2 | Irlande   | 4 | 3 | 0 | 1 | 141 | 56  | 3 | 15  |
| 3 | Argentine | 4 | 2 | 0 | 2 | 140 | 57  | 3 | 11  |
| 4 | Roumanie  | 4 | 1 | 0 | 3 | 65  | 192 | 1 | 5   |
| 5 | Namibie   | 4 | 0 | 0 | 4 | 28  | 310 | 0 | 0   |

| Vendredi 10 octobre 12:00 | Australie | 24 – 8  | Argentine | Telstra Stadium, Sydney          |
| Samedi 11 octobre 8:00    | Irlande   | 45 – 17 | Roumanie  | Central Coast Stadium, Gosford   |
| Mardi 14 octobre 8:00     | Argentine | 67 – 14 | Namibie   | Central Coast Stadium, Gosford   |
| Samedi 18 octobre 12:00   | Australie | 90 – 8  | Roumanie  | Suncorp Stadium, Brisbane        |
| Dimanche 19 octobre 8:00  | Irlande   | 64 – 7  | Namibie   | Aussie Stadium, Sydney           |
| Mercredi 22 octobre 10:00 | Argentine | 50 – 3  | Roumanie  | Aussie Stadium, Sydney           |
| Samedi 25 octobre 12:00   | Australie | 142 – 0 | Namibie   | Adelaide Oval, Adelaide          |
| Dimanche 26 octobre 12:00 | Argentine | 15 – 16 | Irlande   | Adelaide Oval, Adelaide          |
| Jeudi 30 octobre 10:00    | Namibie   | 7 - 37  | Roumanie  | Launceston York Park, Launceston |
| Samedi 1er novembre 12:00 | Australie | 17 – 16 | Irlande   | Telstra Dome, Melbourne          |

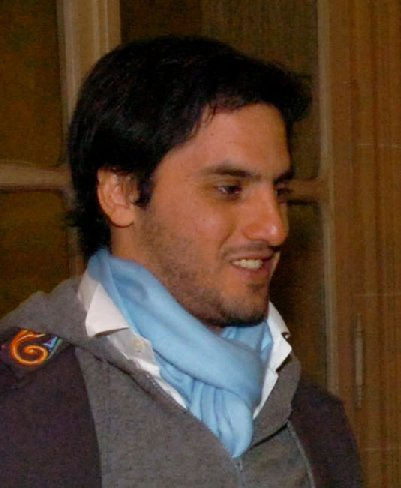
Agustín Pichot Argentine
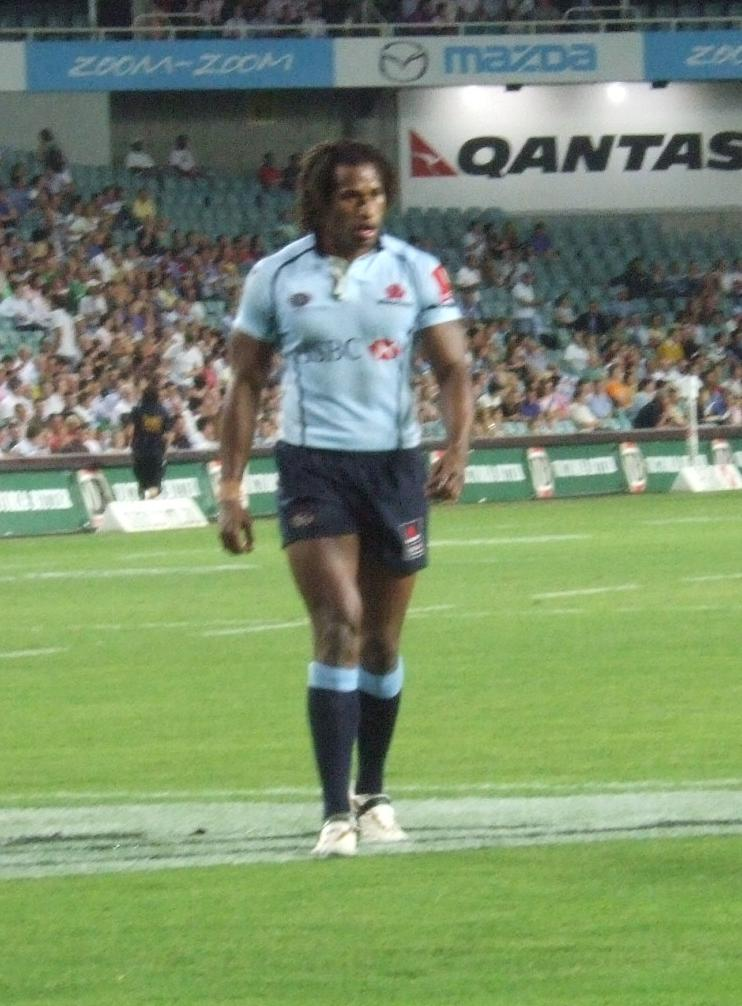
Lote Tuqiri Australie
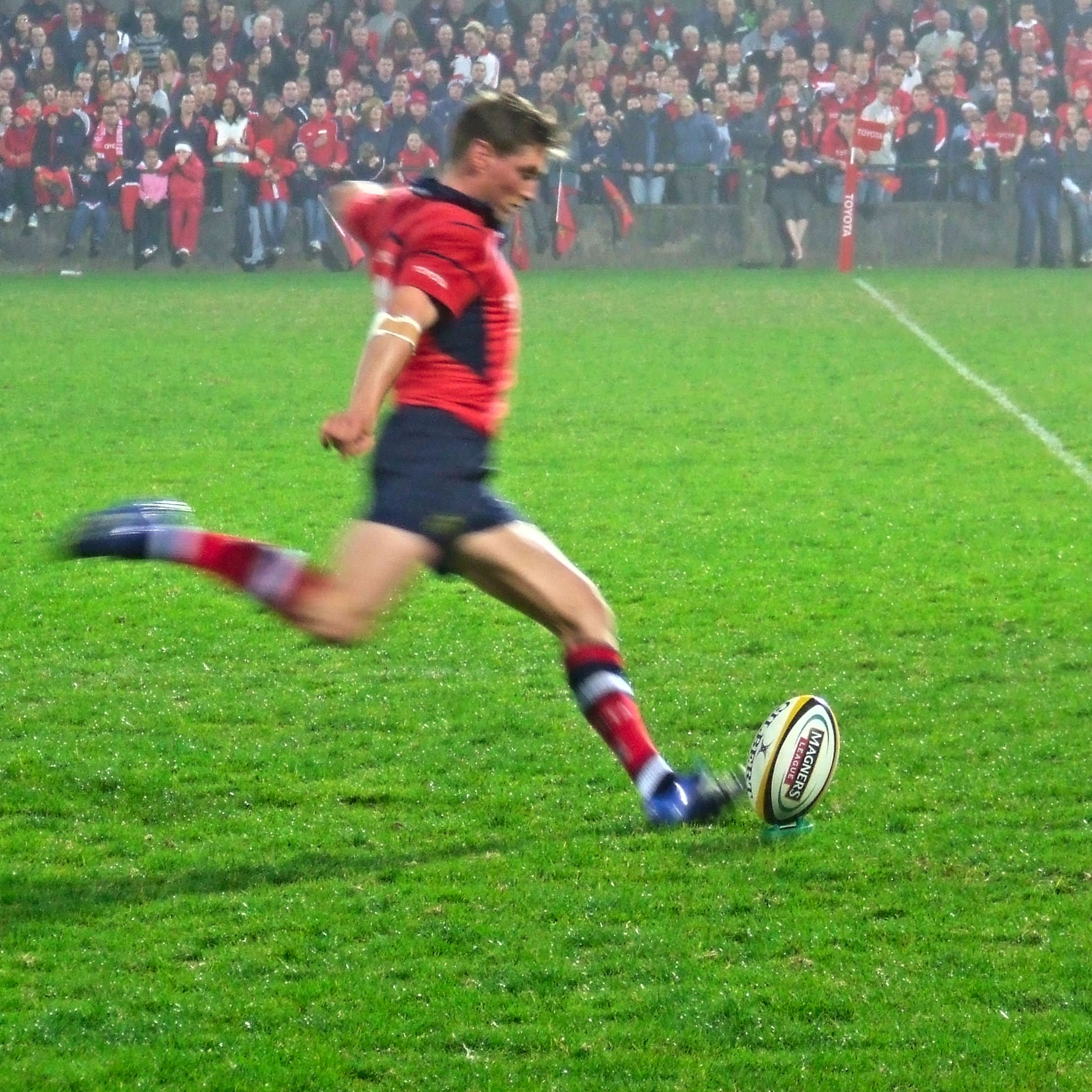
Ronan O'Gara Irlande
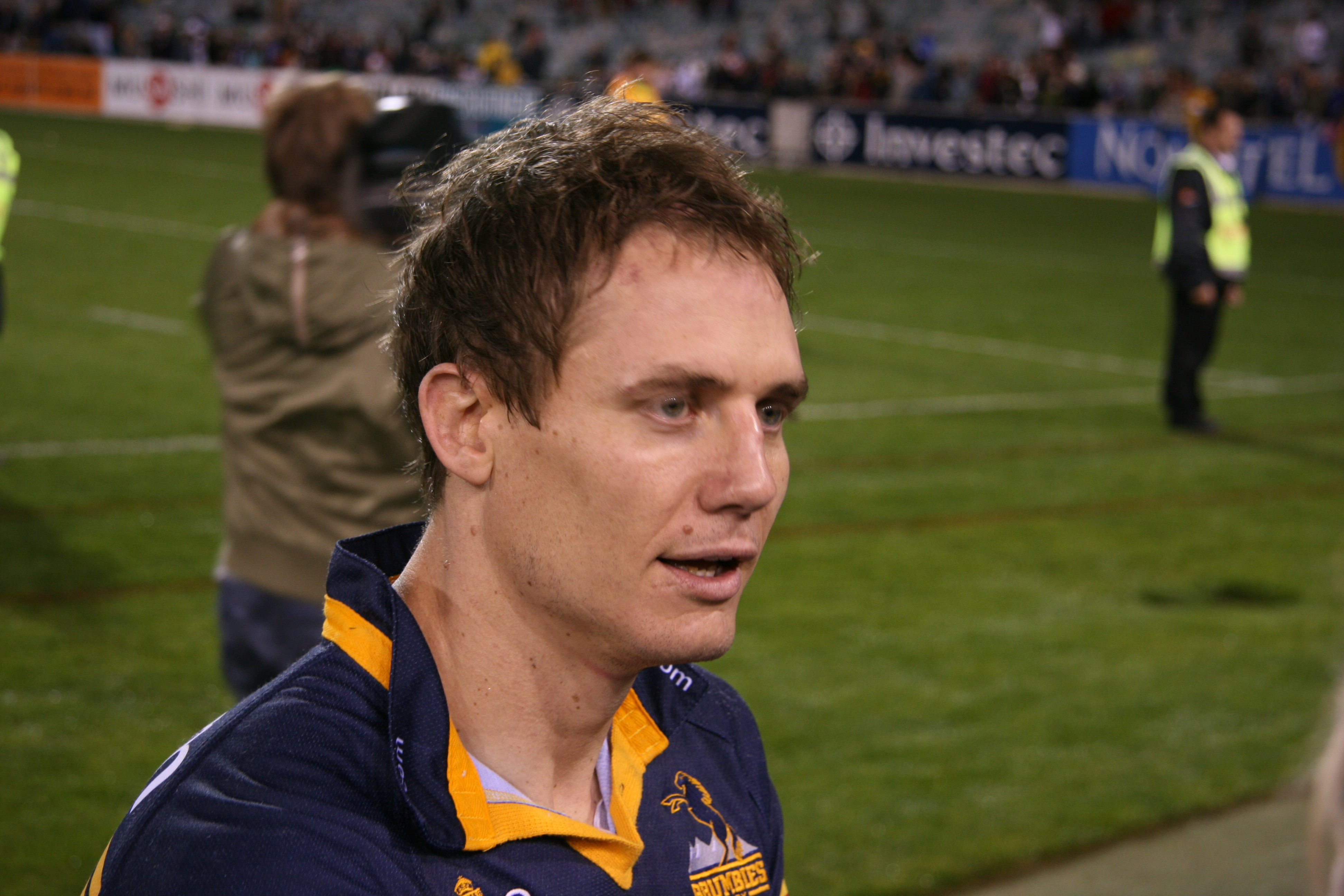
Stephen Larkham Australie
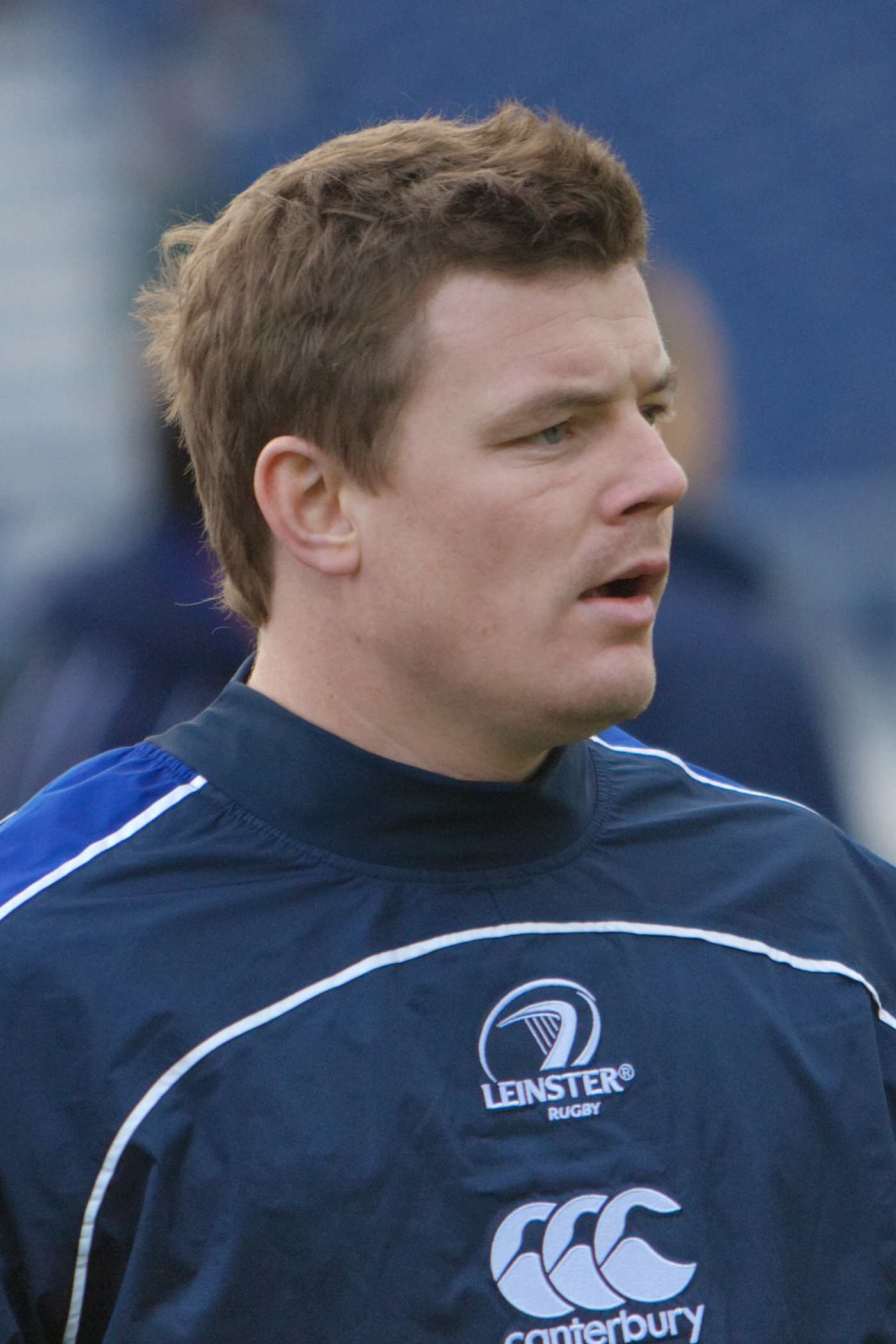
Brian O'Driscoll Irlande

### Poule B
| Équipe     | MJ | V | N | D | PP  | PC  | PB | Pts |
| ---------- | -- | - | - | - | --- | --- | -- | --- |
| France     | 4  | 4 | 0 | 0 | 204 | 70  | 4  | 20  |
| Écosse     | 4  | 3 | 0 | 1 | 102 | 97  | 2  | 14  |
| Fidji      | 4  | 2 | 0 | 2 | 98  | 114 | 1  | 9   |
| États-Unis | 4  | 1 | 0 | 3 | 86  | 125 | 2  | 6   |
| Japon      | 4  | 0 | 0 | 4 | 79  | 163 | 0  | 0   |

Résultats des matches
- Samedi 11 octobre : France 61-18 Fidji, Suncorp Stadium, Brisbane
- Dimanche 12 octobre : Écosse 32-11 Japon, Dairy Farmers Stadium, Townsville
- Mercredi 15 octobre : Fidji 19-18 États-Unis, Suncorp Stadium, Brisbane
- Samedi 18 octobre : France 51-29 Japon, Dairy Farmers Stadium, Townsville
- Lundi 20 octobre : Écosse 39-15 États-Unis, Suncorp Stadium, Brisbane
- Jeudi 23 octobre : Fidji 41-13 Japon, Dairy Farmers Stadium, Townsville
- Samedi 25 octobre : France 51-9 Écosse, Telstra Stadium, Sydney
- Lundi 27 octobre : Japon 26-39 États-Unis, Central Coast Stadium, Gosford
- Vendredi 31 octobre : France 41-14 États-Unis, WIN Stadium, Wollongong
- Samedi 1er novembre: Écosse 22-20 Fidji, Aussie Stadium, Sydney[5]

### Poule C
| \| Équipe \| MJ \| V \| N \| D \| PP \| PC \| PB \| Pts \| \| -------------- \| -- \| - \| - \| - \| --- \| --- \| -- \| --- \| \| Angleterre \| 4 \| 4 \| 0 \| 0 \| 255 \| 47 \| 3 \| 19 \| \| Afrique du Sud \| 4 \| 3 \| 0 \| 1 \| 184 \| 60 \| 3 \| 15 \| \| Samoa \| 4 \| 2 \| 0 \| 2 \| 138 \| 117 \| 2 \| 10 \| \| Uruguay \| 4 \| 1 \| 0 \| 3 \| 56 \| 255 \| 0 \| 4 \| \| Géorgie \| 4 \| 0 \| 0 \| 4 \| 46 \| 200 \| 0 \| 0 \| |    | Résultats - Samedi 11 octobre : Afrique du Sud 72-6 Uruguay, Subiaco Oval, Perth - Dimanche 12 octobre : Angleterre 84-6 Géorgie, Subiaco Oval, Perth - Mercredi 15 octobre : Samoa 60-13 Uruguay, Subiaco Oval, Perth - Samedi 18 octobre : Afrique du Sud 6-25 Angleterre, Subiaco Oval, Perth - Dimanche 19 octobre : Géorgie 9-46 Samoa, Subiaco Oval, Perth - Vendredi 24 octobre : Afrique du Sud 46-19 Géorgie, Aussie Stadium, Sydney - Dimanche 26 octobre : Angleterre 35-22 Samoa, Telstra Dome, Melbourne - Mardi 28 octobre : Géorgie 12-24 Uruguay, Aussie Stadium, Sydney - Samedi 1er novembre : Afrique du Sud 60-10 Samoa, Suncorp Stadium, Brisbane - Dimanche 2 novembre : Angleterre 111-13 Uruguay, Suncorp Stadium, Brisbane |   |   |     |     |    |     |
| Équipe | MJ | V | N | D | PP  | PC  | PB | Pts |
| Angleterre | 4  | 4 | 0 | 0 | 255 | 47  | 3  | 19  |
| Afrique du Sud | 4  | 3 | 0 | 1 | 184 | 60  | 3  | 15  |
| Samoa | 4  | 2 | 0 | 2 | 138 | 117 | 2  | 10  |
| Uruguay | 4  | 1 | 0 | 3 | 56  | 255 | 0  | 4   |
| Géorgie | 4  | 0 | 0 | 4 | 46  | 200 | 0  | 0   |

### Poule D
| \| Équipe \| MJ \| V \| N \| D \| PP \| PC \| PB \| Pts \| \| ---------------- \| -- \| - \| - \| - \| --- \| --- \| -- \| --- \| \| Nouvelle-Zélande \| 4 \| 4 \| 0 \| 0 \| 282 \| 57 \| 4 \| 20 \| \| Galles \| 4 \| 3 \| 0 \| 1 \| 132 \| 98 \| 2 \| 14 \| \| Italie \| 4 \| 2 \| 0 \| 2 \| 77 \| 123 \| 0 \| 8 \| \| Canada \| 4 \| 1 \| 0 \| 3 \| 54 \| 135 \| 1 \| 5 \| \| Tonga \| 4 \| 0 \| 0 \| 4 \| 46 \| 178 \| 1 \| 1 \| |    | Résultats des matches - Samedi 11 octobre : Nouvelle-Zélande 70-7 Italie, Telstra Dome, Melbourne - Dimanche 12 octobre : Galles 41-10 Canada, Telstra Dome, Melbourne - Mercredi 15 octobre : Italie 36-12 Tonga, Canberra Stadium - Vendredi 17 octobre : Nouvelle-Zélande 68-6 Canada, Telstra Dome, Melbourne - Dimanche 19 octobre : Galles 27-20 Tonga, Canberra Stadium - Mardi 21 octobre : Italie 19-14 Canada, Canberra Stadium - Vendredi 24 octobre : Nouvelle-Zélande 91-7 Tonga, Suncorp Stadium, Brisbane - Samedi 25 octobre : Italie 15-27 Galles, Canberra Stadium - Mercredi 29 octobre : Canada 24-7 Tonga, WIN Stadium, Wollongong - Dimanche 2 novembre : Nouvelle-Zélande 53-37 Galles, Telstra Stadium, Sydney |   |   |     |     |    |     |
| Équipe | MJ | V | N | D | PP  | PC  | PB | Pts |
| Nouvelle-Zélande | 4  | 4 | 0 | 0 | 282 | 57  | 4  | 20  |
| Galles | 4  | 3 | 0 | 1 | 132 | 98  | 2  | 14  |
| Italie | 4  | 2 | 0 | 2 | 77  | 123 | 0  | 8   |
| Canada | 4  | 1 | 0 | 3 | 54  | 135 | 1  | 5   |
| Tonga | 4  | 0 | 0 | 4 | 46  | 178 | 1  | 1   |

## Phase finale

### Tableau
|  | Quarts de finale                              | Quarts de finale                             |                  |    | Demi-finales                               | Demi-finales                               |  |  | Finale                                                           | Finale                                                           |
|  | Quarts de finale                              | Quarts de finale                             |                  |    | Demi-finales                               | Demi-finales                               |  |  | Finale                                                           | Finale                                                           |
|  |                                               |                                              |                  |    |                                            |                                            |  |  |                                                                  |                                                                  |
|  | Samedi 8 novembre Telstra Dome, Melbourne     | Samedi 8 novembre Telstra Dome, Melbourne    |                  |    | Samedi 15 novembre Telstra Stadium, Sydney | Samedi 15 novembre Telstra Stadium, Sydney |  |  | Samedi 22 novembre Telstra Stadium, Sydney - après prolongations | Samedi 22 novembre Telstra Stadium, Sydney - après prolongations |
|  | Samedi 8 novembre Telstra Dome, Melbourne     | Samedi 8 novembre Telstra Dome, Melbourne    |                  |    | Samedi 15 novembre Telstra Stadium, Sydney | Samedi 15 novembre Telstra Stadium, Sydney |  |  | Samedi 22 novembre Telstra Stadium, Sydney - après prolongations | Samedi 22 novembre Telstra Stadium, Sydney - après prolongations |
|  | Nouvelle-Zélande                              | 29                                           |                  |    | Samedi 15 novembre Telstra Stadium, Sydney | Samedi 15 novembre Telstra Stadium, Sydney |  |  | Samedi 22 novembre Telstra Stadium, Sydney - après prolongations | Samedi 22 novembre Telstra Stadium, Sydney - après prolongations |
|  | Nouvelle-Zélande                              | 29                                           |                  |    | Samedi 15 novembre Telstra Stadium, Sydney | Samedi 15 novembre Telstra Stadium, Sydney |  |  | Samedi 22 novembre Telstra Stadium, Sydney - après prolongations | Samedi 22 novembre Telstra Stadium, Sydney - après prolongations |
|  | Afrique du Sud                                | 9                                            |                  |    | Samedi 15 novembre Telstra Stadium, Sydney | Samedi 15 novembre Telstra Stadium, Sydney |  |  | Samedi 22 novembre Telstra Stadium, Sydney - après prolongations | Samedi 22 novembre Telstra Stadium, Sydney - après prolongations |
|  | Afrique du Sud                                | 9                                            | Nouvelle-Zélande | 10 |                                            |                                            |  |  | Samedi 22 novembre Telstra Stadium, Sydney - après prolongations | Samedi 22 novembre Telstra Stadium, Sydney - après prolongations |
|  | Samedi 8 novembre Suncorp Stadium, Brisbane   |                                              | Nouvelle-Zélande | 10 |                                            |                                            |  |  | Samedi 22 novembre Telstra Stadium, Sydney - après prolongations | Samedi 22 novembre Telstra Stadium, Sydney - après prolongations |
|  |                                               | Australie                                    | 22               |    |                                            |                                            |  |  | Samedi 22 novembre Telstra Stadium, Sydney - après prolongations | Samedi 22 novembre Telstra Stadium, Sydney - après prolongations |
|  | Australie                                     | Australie                                    | 22               | 33 |                                            |                                            |  |  | Samedi 22 novembre Telstra Stadium, Sydney - après prolongations | Samedi 22 novembre Telstra Stadium, Sydney - après prolongations |
|  | Australie                                     |                                              |                  | 33 |                                            |                                            |  |  | Samedi 22 novembre Telstra Stadium, Sydney - après prolongations | Samedi 22 novembre Telstra Stadium, Sydney - après prolongations |
|  | Écosse                                        | 16                                           |                  |    |                                            |                                            |  |  | Samedi 22 novembre Telstra Stadium, Sydney - après prolongations | Samedi 22 novembre Telstra Stadium, Sydney - après prolongations |
|  | Écosse                                        | 16                                           | Australie        | 17 |                                            |                                            |  |  |                                                                  |                                                                  |
|  | Dimanche 9 novembre Telstra Dome, Melbourne   |                                              | Australie        | 17 |                                            |                                            |  |  |                                                                  |                                                                  |
|  |                                               | Angleterre                                   | 20               |    |                                            |                                            |  |  |                                                                  |                                                                  |
|  | France                                        | Angleterre                                   | 20               | 43 |                                            |                                            |  |  |                                                                  |                                                                  |
|  | France                                        | Dimanche 16 novembre Telstra Stadium, Sydney |                  | 43 |                                            |                                            |  |  |                                                                  |                                                                  |
|  | Irlande                                       | 21                                           |                  |    |                                            |                                            |  |  |                                                                  |                                                                  |
|  | Irlande                                       | 21                                           | France           | 7  |                                            |                                            |  |  |                                                                  |                                                                  |
|  | Dimanche 9 novembre Suncorp Stadium, Brisbane |                                              | France           | 7  |                                            |                                            |  |  |                                                                  |                                                                  |
|  |                                               | Angleterre                                   | 24               |    |                                            |                                            |  |  |                                                                  |                                                                  |
|  | Angleterre                                    | Angleterre                                   | 24               | 28 |                                            |                                            |  |  |                                                                  |                                                                  |
|  | Angleterre                                    |                                              |                  | 28 |                                            |                                            |  |  |                                                                  |                                                                  |
|  | Pays de Galles                                | 17                                           |                  |    |                                            |                                            |  |  |                                                                  |                                                                  |
|  | Pays de Galles                                | 17                                           |                  |    |                                            |                                            |  |  |                                                                  |                                                                  |

### Match pour la troisième place
| Équipes           | Nouvelle-Zélande - France                                                      |
| Score             | 40 - 13                                                                        |
| Date              | Jeudi 20 novembre 2003                                                         |
| Stade             | Telstra Stadium, Sydney Australie                                              |
| Arbitre           | Chris White, Angleterre                                                        |
| Points marqués    |                                                                                |
| Nouvelle-Zélande  |                                                                                |
| Essais :          | Chris Jack, Brad Thorn, Doug Howlett, Joe Rokocoko, Mils Muliaina, Marty Holah |
| Transformations : | Leon MacDonald, Daniel Carter (4)                                              |
| France            |                                                                                |
| Essai :           | Pépito Elhorga                                                                 |
| Transformation :  | Dimitri Yachvili                                                               |
| Pénalité :        | Dimitri Yachvili                                                               |
| Drop :            | Dimitri Yachvili                                                               |

### Finale
(mt : 5 – 14 ; tr : 14-14)
Points marqués :
- Australie : 1 essai de Tuqiri (6e) et 4 pénalités de Flatley (47e, 61e, 80e, 97e)
- Angleterre : 1 essai de Robinson (38e); 4 pénalités de Wilkinson (11e, 20e, 28e, 82e) et 1 drop de Wilkinson (99e)

Évolution du score : 5-0, 5-3, 5-6, 5-9, 5-14, mt, 8-14, 11-14, 14-14, tr, 14-17, 17-17, 17-20
Arbitre : André Watson 
Résumé

Composition des équipes

| Australie Titulaires Mat Rogers 15 Wendell Sailor 14 Stirling Mortlock 13 Elton Flatley 12 Lote Tuqiri 11 Stephen Larkham 10 (cap.) George Gregan 9 David Lyons 8 Phil Waugh 7 George Smith 6 Nathan Sharpe 5 Justin Harrison 4 Al Baxter 3 Brendan Cannon 2 Bill Young 1 Remplaçants Jeremy Paul 16 Matt Dunning 17 David Giffin 18 Matthew Cockbain 19 Chris Whitaker 20 Matt Giteau 21 Joe Roff 22 |  |  |  | Angleterre Titulaires 15 Josh Lewsey 14 Jason Robinson 13 Will Greenwood 12 Mike Tindall 11 Ben Cohen 10 Jonny Wilkinson 9 Matt Dawson 8 Lawrence Dallaglio 7 Neil Back 6 Richard Hill 5 Ben Kay 4 Martin Johnson (cap.) 3 Phil Vickery 2 Steve Thompson 1 Trevor Woodman Remplaçants 16 Dorian West 17 Jason Leonard 18 Martin Corry 19 Lewis Moody 20 Kyran Bracken 21 Mike Catt 22 Iain Balshaw |

## Changements au classement IRB des nations
Le premier classement mondial des nations est publié le lundi 13 octobre à midi. Il est mis à jour chaque semaine depuis cette date.
La table ci-dessous indique le classement de chacune des nations mondialistes avant et après la Coupe du monde. Il en ressort que six nations ont conservé leur rang (Angleterre, Nouvelle-Zélande, Australie, Argentine, pays de Galles et Namibie), que sept ont perdu de une à cinq places et que les sept dernières en ont gagné de une à trois.
| Nations          | 13 octobre | Variation | 4 novembre |
| ---------------- | ---------- | --------- | ---------- |
| Angleterre       | 1          | 0         | 1          |
| Nouvelle-Zélande | 2          | 0         | 2          |
| Australie        | 3          | 0         | 3          |
| Irlande          | 4          | 2         | 6          |
| France           | 5          | 1         | 4          |
| Afrique du Sud   | 6          | 1         | 5          |
| Argentine        | 7          | 0         | 7          |
| Pays de Galles   | 8          | 0         | 8          |
| Samoa            | 9          | 1         | 10         |
| Écosse           | 10         | 1         | 9          |
| Fidji            | 11         | 1         | 12         |
| Tonga            | 12         | 5         | 17         |
| Italie           | 13         | 2         | 11         |
| États-Unis       | 14         | 1         | 15         |
| Roumanie         | 15         | 1         | 14         |
| Canada           | 16         | 3         | 13         |
| Géorgie          | 17         | 2         | 19         |
| Japon            | 18         | 2         | 20         |
| Uruguay          | 19         | 3         | 16         |
| Namibie          | 25         | 0         | 25         |

## Équipes et joueurs en évidence

### Meilleurs marqueurs d'essais

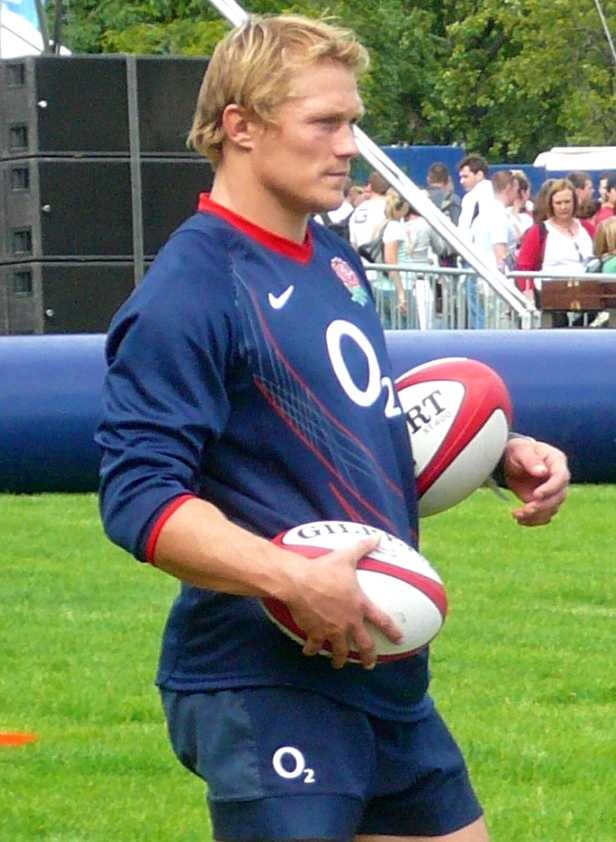
Josh Lewsey (Angleterre)
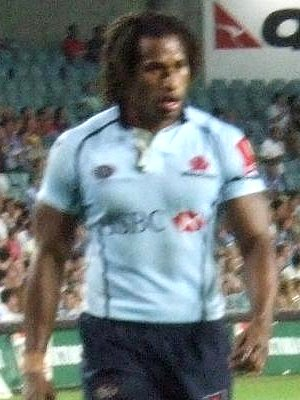
Lote Tuqiri (Australie)
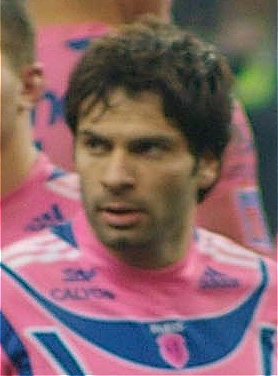
Christophe Dominici (France)
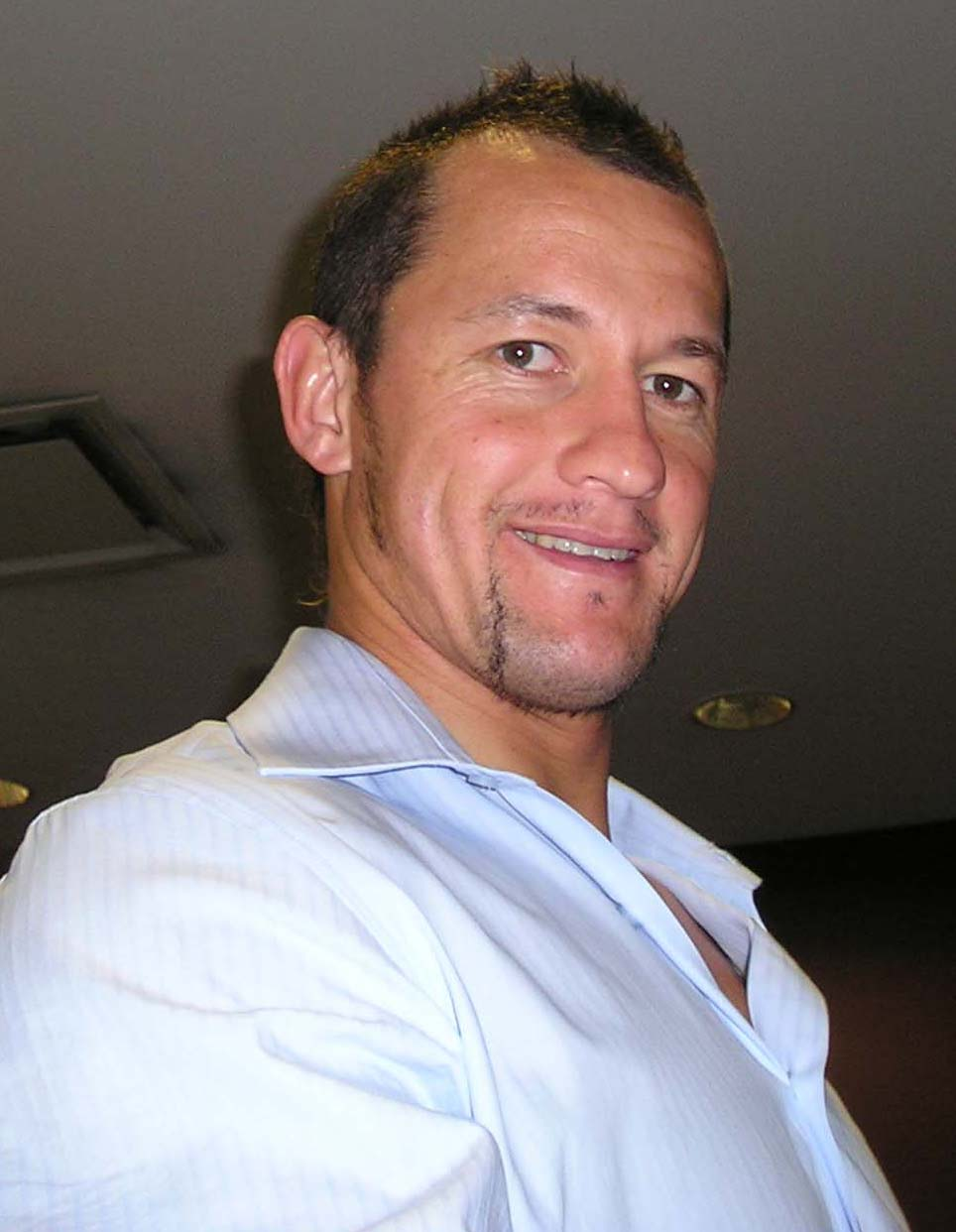
Carlos Spencer (Nouvelle-Zélande)
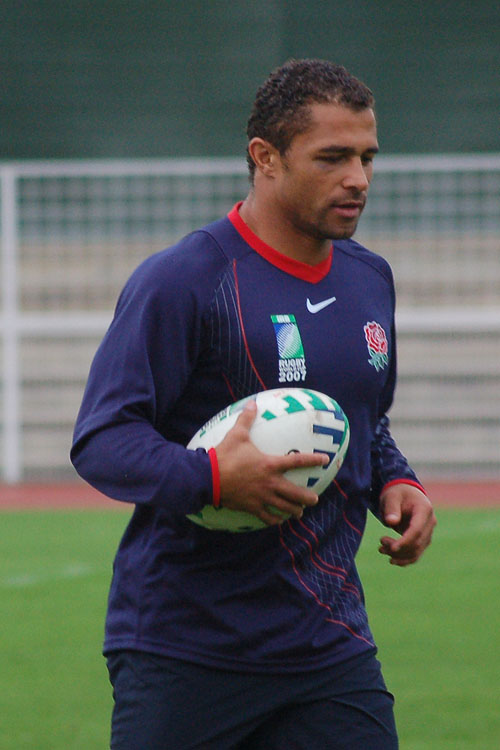
Jason Robinson (Angleterre)
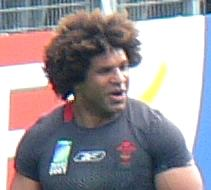
Colin Charvis (Pays de Galles)

Ce sont 37 joueurs qui ont inscrit au moins trois essais dans cette édition de la Coupe du monde :
| - 7 essais : Doug Howlett (Nouvelle-Zélande), Mils Muliaina (Nouvelle-Zélande) - 6 essais : Joe Rokocoko (Nouvelle-Zélande), Will Greenwood (Angleterre), Chris Latham (Australie), Josh Lewsey (Angleterre), Matt Rogers (Australie), Lote Tuqiri (Australie) - 4 essais : Pablo Bouza (Argentine), Christophe Dominici (France), Martín Gaitán (Argentine), Matt Giteau (Australie), Leon MacDonald (Nouvelle-Zélande), Caleb Ralph (Nouvelle-Zélande), Carlos Spencer (Nouvelle-Zélande), Stirling Mortlock (Australie), Jason Robinson (Angleterre), Iain Balshaw (Angleterre), Bakkies Botha (Afrique du Sud), Matt Burke (Australie), Rupeni Caucaunibuca (Fidji), Colin Charvis (pays de Galles), Simon Danielli (Écosse), Jaque Fourie (Afrique du Sud), Imanol Harinordoquy (France), Denis Hickie (Irlande), Yannick Jauzion (France), Brian Liebenberg (France), Brian Lima (Samoa), Brian O'Driscoll (Irlande), Sonny Parker (pays de Galles), Chris Paterson (Écosse), Alan Quinlan (Irlande), Danie Rossouw (Afrique du Sud), Kort Schubert (États-Unis), Joe van Niekerk (Afrique du Sud), Joost van der Westhuizen (Afrique du Sud) |

### Meilleurs réalisateurs

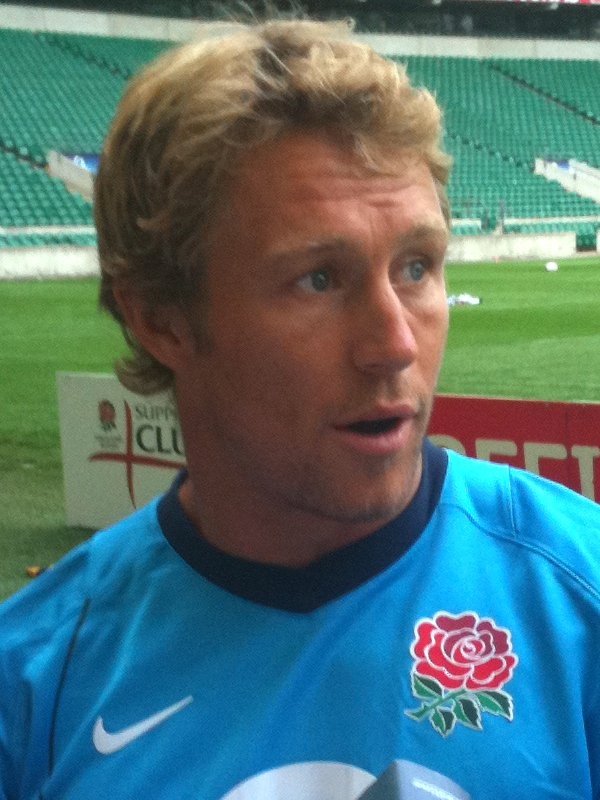
Jonny Wilkinson (Angleterre)
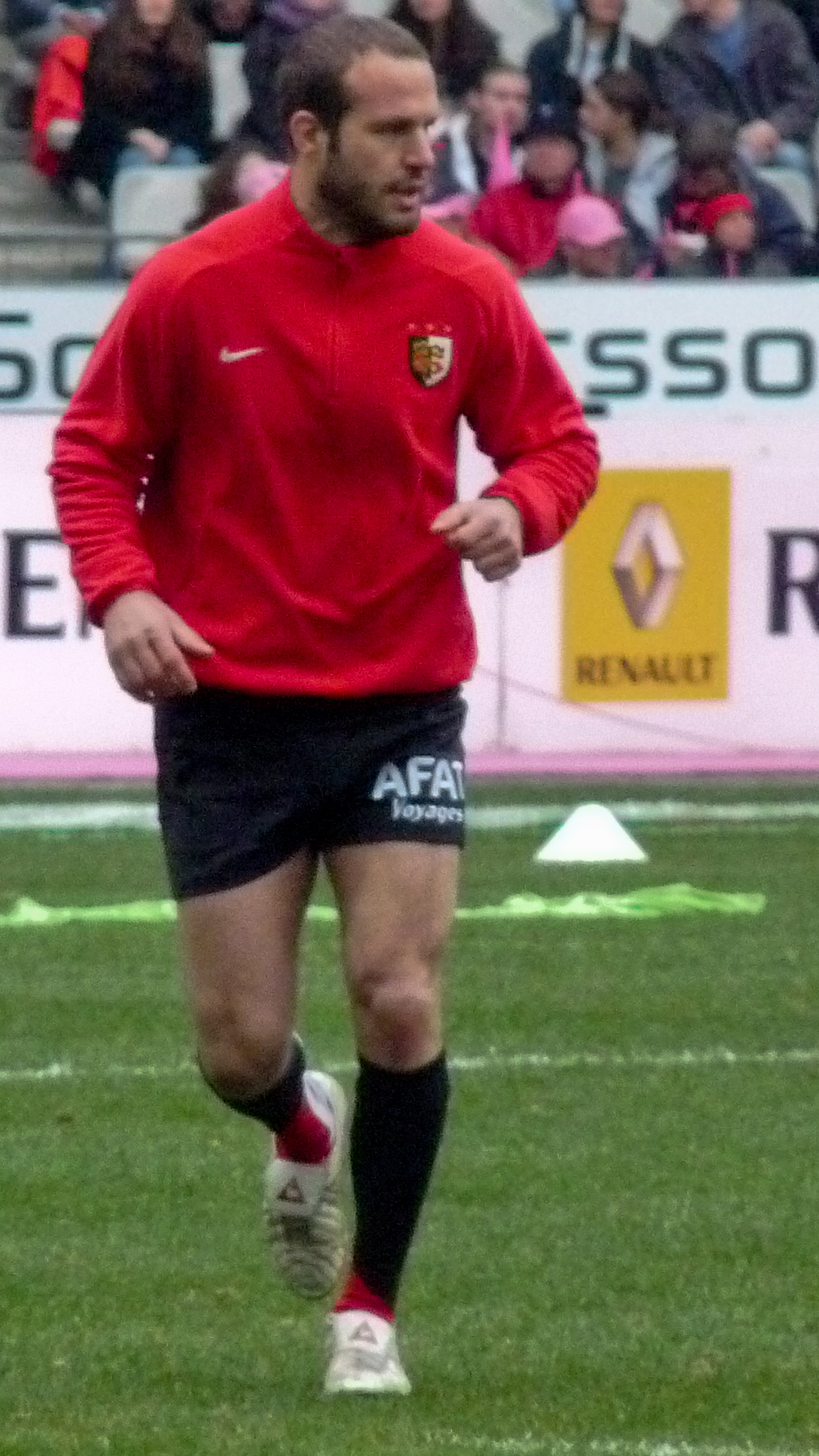
Frédéric Michalak (France)
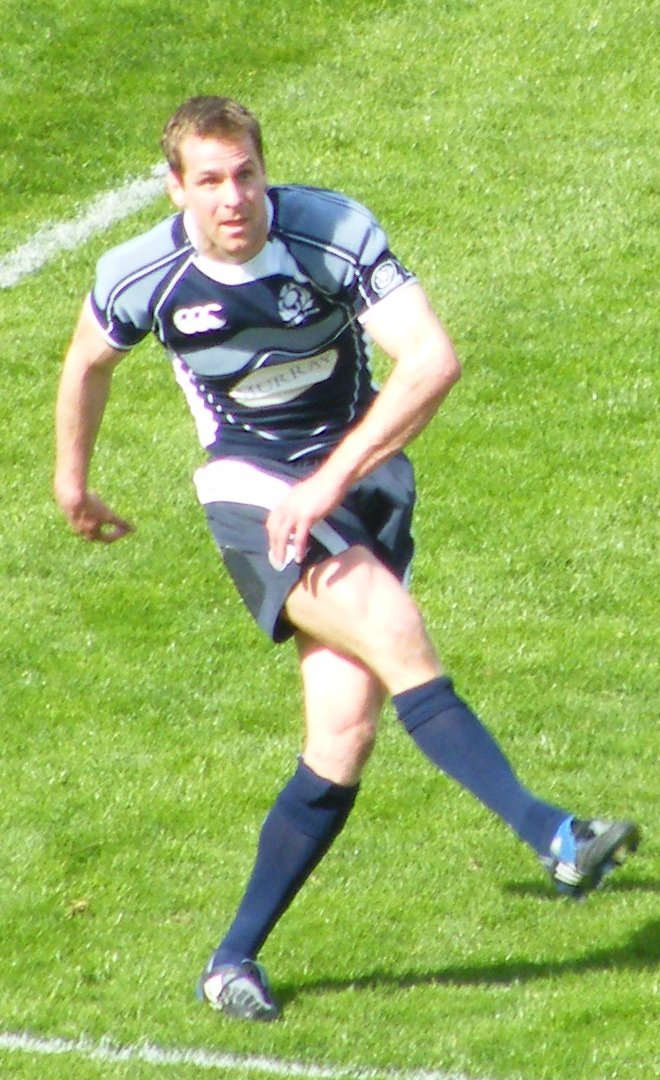
Chris Paterson (Écosse)
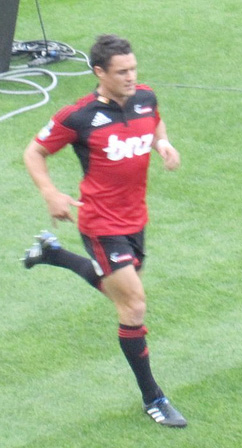
Daniel Carter (Nouvelle-Zélande)
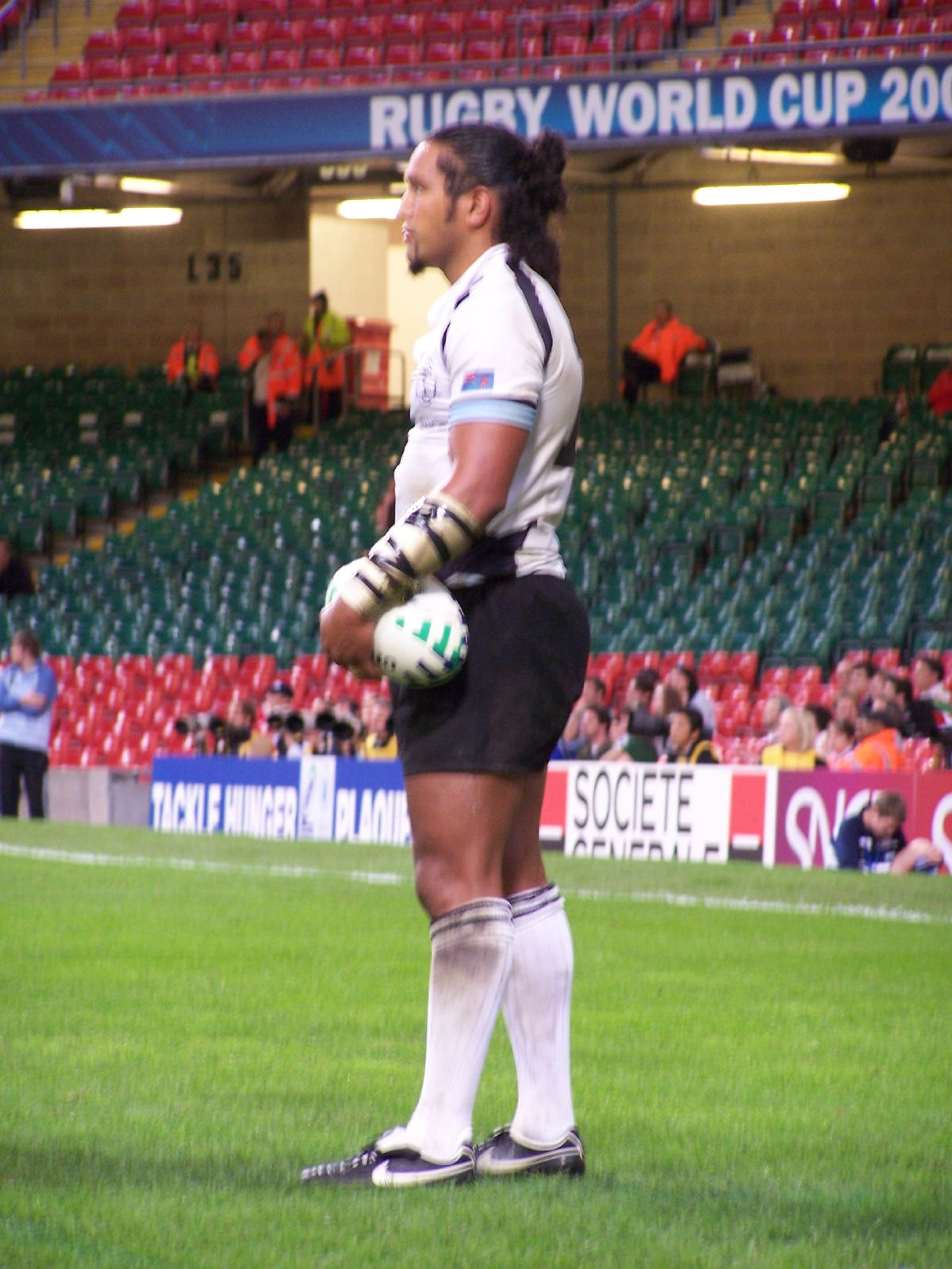
Nicky Little (Fidji)
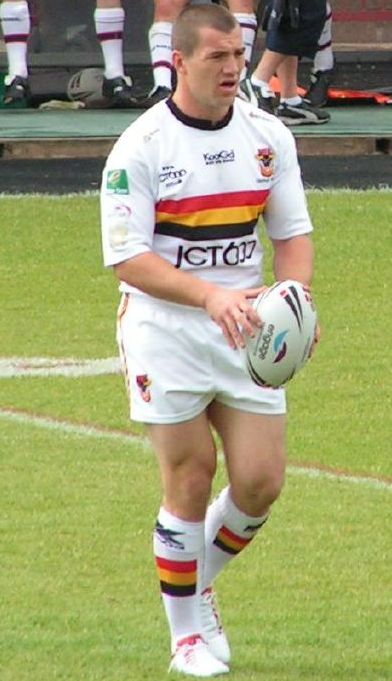
Iestyn Harris (pays de Galles)
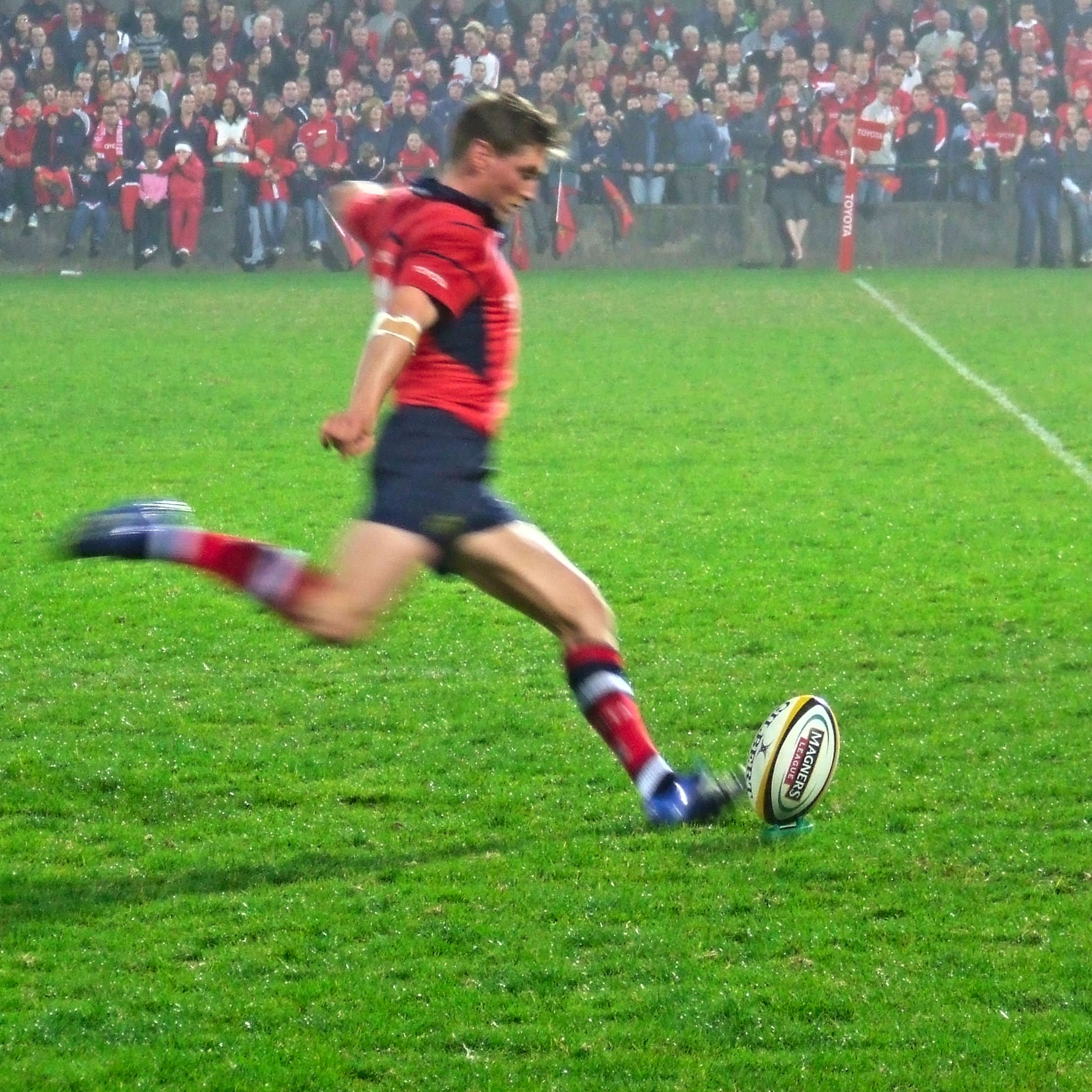
Ronan O'Gara (Irlande)

| Rang | Joueur            | Nation           | Poste            | Points | Matches joués | Points par match | Essais | Transf. | Pén. | Drops |
| 1    | Jonny Wilkinson   | Angleterre       | Demi d'ouverture | 113    | 6             | 18,8             | 0      | 10      | 23   | 8     |
| 2    | Frédéric Michalak | France           | Demi d'ouverture | 103    | 6             | 17,2             | 2      | 18      | 18   | 1     |
| 3    | Elton Flatley     | Australie        | Centre           | 100    | 6             | 16,7             | 1      | 16      | 21   | 0     |
| 4    | Leon McDonald     | Nouvelle-Zélande | Centre           | 75     | 7             | 10,7             | 4      | 20      | 5    | 0     |
| 5    | Chris Paterson    | Écosse           | Arrière          | 71     | 5             | 14,2             | 3      | 7       | 13   | 1     |
| 6    | Mat Rogers        | Australie        | Centre           | 57     | 7             | 8,1              | 5      | 16      | 0    | 0     |
| 7    | Mike Hercus       | États-Unis       | Demi d'ouverture | 51     | 4             | 12,7             | 2      | 7       | 9    | 0     |
| 8    | Rima Wakarua      | Italie           | Demi d'ouverture | 50     | 3             | 16,7             | 0      | 4       | 14   | 0     |